# Eduardo Alday Hernández
Eduardo Alday Hernández es una localidad del municipio de Huimanguillo ubicado en la subregión de la Chontalpa del estado mexicano de Tabasco.

## Geografía
La localidad de Eduardo Alday Hernández se sitúa en las coordenadas geográficas 17°37′28″N 93°32′44″O / 17.624444, -93.545556, a una elevación de 43 metros sobre el nivel del mar.

## Demografía
Según el Conteo de Población y Vivienda 2020, efectuado por el Instituto Nacional de Estadística y Geografía, la localidad de Eduardo Alday Hernández tiene 160 habitantes, de los cuales 83 son del sexo masculino y 77 del sexo femenino. Su tasa de fecundidad es de 2.89 hijos por mujer y tiene 40 viviendas particulares habitadas.
| Gráfica de evolución demográfica de Eduardo Alday Hernández entre 1990 y 2020 |
|                                                                               |
| INEGI.                                                                        |